# بيل كورتني
بيل كورتني (بالإنجليزية: Bill Courtney)‏ هو مدرب كرة سلة أمريكي، ولد في 4 مايو 1970.